# نحف
بلدة نَحِف (بالعبريّة: נַחְף) بفتح النون وكسر الحاء وتسكين الفاء، هي بلدة عربيَّة تقع إدارياً في المنطقة الشماليّة من أراضي فلسطين المحتلة عام 1948. وتقع في شرق دير الأسد على نحو أربعة كيلومترات منها والبلدة القديمة مبنية على تل مرتفع حوالي 380 م عن سطح البحر يبعد عن عكا للشرق نحو 22 كيلومتر وعند توسع مساحة البناء امتدت إلى الجهة الشمالية أي سفح الجبل، وتحيط بأراضي القرية، اراضي «ساجور والبعنة ودير الأسد، وكسرى-كفرسميع وسخنين والرامة»، ومن المواقع المجاورة للقرية «قرية الشيخ ربيعة» و«مغارة عوبا» مرتفعان في شمالها. وعوبا قد تكون من «عُبّا» السريانية بمعنى الوسط أو من «عَبا» بمعنى الغابة.
تقع البلدة في مركز منطقة الشاغور بين جبال الجليل الأعلى وجبال الجليل الأسفل، وتقع إداريًا في المنطقة الشمالية شمال إسرائيل. وتقع البلدة في منطقة كسر جيولوجي ظاهر للعيان وهي تله من الصخر الكرتوني (جير رخو) وتفتت هذا الصخر في مناخ البحر المتوسط يعطي تربه رمادية باهته سهلة الحراثة والاستغلال الزراعي. كذلك في هذه الصخور كان سهلا حفر ابار لخزن المياه، وبناء القبور، وحفر مغاور وغيرها. في نهاية عام 2021 بلغ عدد سكان نحف 13,558 نسمة.

## مصدر التسمية
الاسم الأول لنحف قد ضاع فلما نزلها أجداد السكان الحاليين في القرن الخامس عشر الميلادي وأقاموا على أنقاضها بلده جديدة (البلدة القديمة ذهبت ضحية الحروب الصليبية) لم يعد إليها سكانها الأوائل بل سكنتها عائلات من جهات شتى وكل عائلة / حمولة تعرف من اين جاء أجدادهم الأوائل إلى نحف، قسم نزح من منطقة بلاد الشام وقسم آخر من مركز البلاد وآخرون جاءوا من الأردن.
عندما أقام السكان الجدد في البلدة ضاع اسمها الأول وبجانب جبل شامخ شديد الانحدار وبجانب الجبل يقال له باللغة العامية «لحف جبل» أي أن الجبل يلتحفه، و«لحف الجبل» تعني سفحه ألأسفل، دعوا البلدة الجديدة باسم لــحــف ثم تحرفت إلى نــحــف، ومن التفسيرات الأخرى - النحيف من الأرض - الفقير أو من «نحف» تعني الحفر والتقصيب سمتها خريطة جاكوتين (1799) «نافح»، أما دراسة الأرض المقدسة فأسمتها «نيف» (بالإنجليزيَّة: Nef) و«نحف» (بالإنجليزيَّة: Nuhf) وسكنها حوالي 400 نسمة حسب جبرين (2/451)، وحوالي 475 نسمة حسب شوماخر من عام 1887 أمَّا الآن فيبلغ عدد سكان أهل نحف ما يقارب 12000 نسمة وأكثر. ومن الكتابات التي تركها حاكم قيساريا «يوحنان الألماني» في 30 أبريل من عام 1249 وبها تفصيل عن القرى بجانب عكا وبجانب «سيسور» (ساجور اليوم) و«مرجكلون» (مجدالكروم اليوم) يظهر ألاسم "CASALENEF" وهو أقدم اسم ذكر لقرية نحف.

## تاريخ
تم العثور على بقايا من أوائل العصر البرونزي والعصر الحديدي، وكذلك تم العثور على عملات معدنية تعود إلى حقبة سلالة البطالمة وأنطيوخوس الثالث. وتم العثور على مقابر من القرنين الثاني إلى الرابع للميلاد. وتحتوي نحف على رفات فارسية وهلنستية ورومانية.
من الاكتشافات الأثرية في نحف أواني زجاجية من المفترض أنه تم إنتاجها خلال العصر البيزنطي، كما تم حفر حمام عام يحتوي على محرقة من نفس الفترة البيزنطية، ويعود تاريخه إلى أواخر العصر البيزنطي، وكان يستخدم بشكل متواصل في أوائل العصر الأموي.
في الحقبة الصليبية كانت تُعرف القرية باسم «نف». وفي عام 1249 نقل جون اليمان الأرض، بما في ذلك مجموعة أراضي ومنازل بيت جن وساجور ومجد الكروم ونحف إلى فرسان تيوتون. وتم العثور على بقايا بما في ذلك أواني فخارية من الأطباق والأطباق والجرار، وجميعها من عهد المماليك (القرن الرابع عشر إلى القرن الخامس عشر) خلال عمليات الحفريات الأثرية.

### الحقبة العثمانية

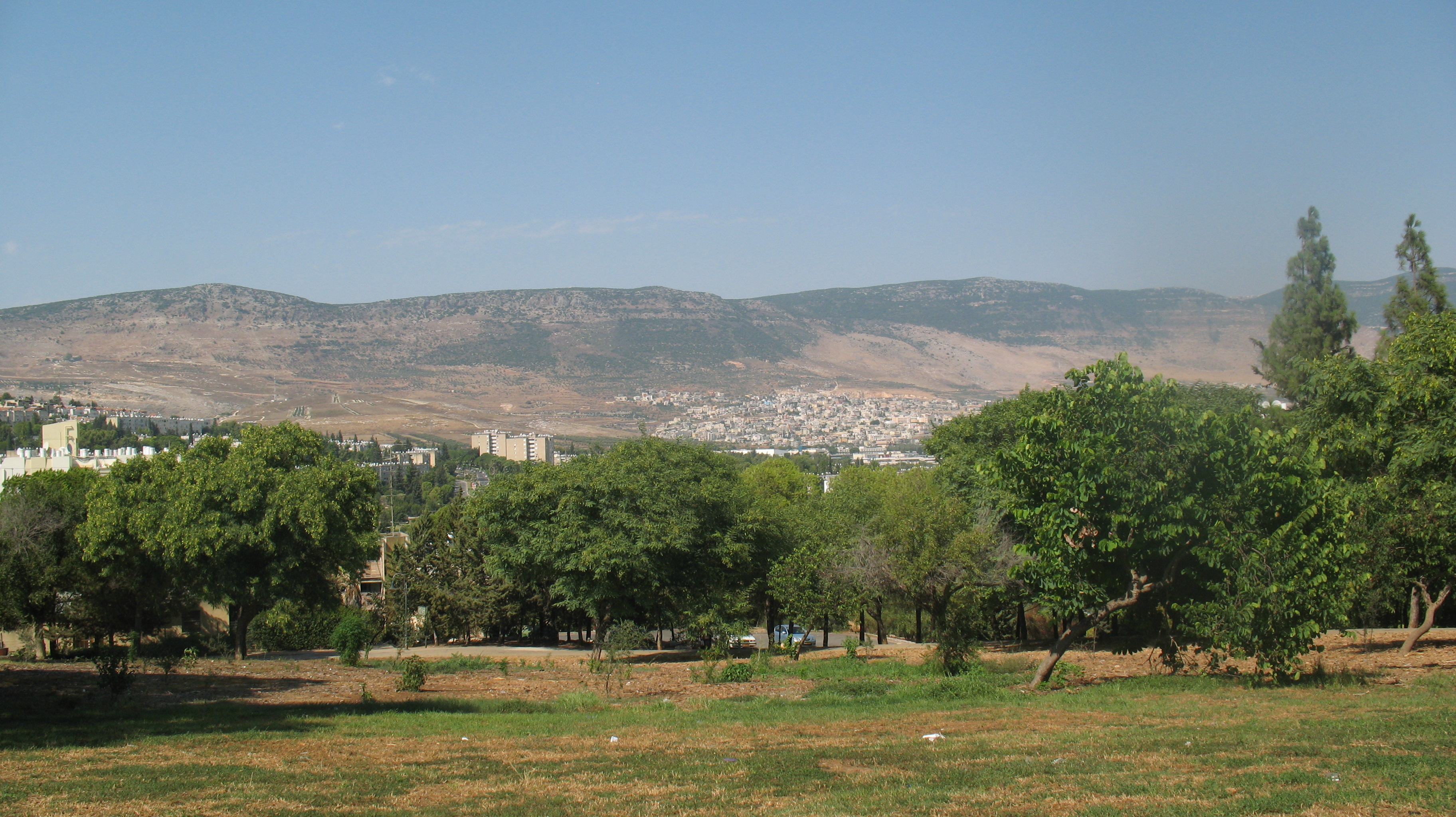
منظر طبيعي في نحف.

في عام 1517 تم دمج القرية في الدولة العثمانية مع بقية فلسطين، وفي عام 1596، ظهر نحف في سجلات الضرائب العثمانية على أنها موجودة في ناحية عكا، وهي جزء من سنجق صفد. وكان عدد سكانها يتكون من 108 أسرة وحوالي تسعة العزاب، وكان جميع السكان من المسلمين. ودفع القرويون نسبة ضرائب ثابتة قدرها 25% على القمح والشعير والمحاصيل الصيفية وأشجار الفاكهة والماعز وخلايا النحل، بالإضافة إلى العائدات العرضية؛ ما مجموعه 6,629 آقجة.
أظهرت خريطة من عام 1799، لبيير جاكوتين المكان تحت اسم «نافع». وعندما زار فيكتور جويرين نحف في عام 1875، وصف القرية بأنها تضم 400 مُسلم وبعض الأسر الأرثوذكسية الشرقية، بينما في عام 1881 تم وصفها بأنها قرية مبنية من الحجر، وتضم على 200 مُسلم، وتضم حقول الزيتون والأراضي الصالحة للزراعة.
أظهرت قائمة السكان من حوالي عام 1887، أنَّ نحف ضمت حوالي 475 نسمة، وكان جميع السكان من المسلمين.

### الانتداب البريطاني

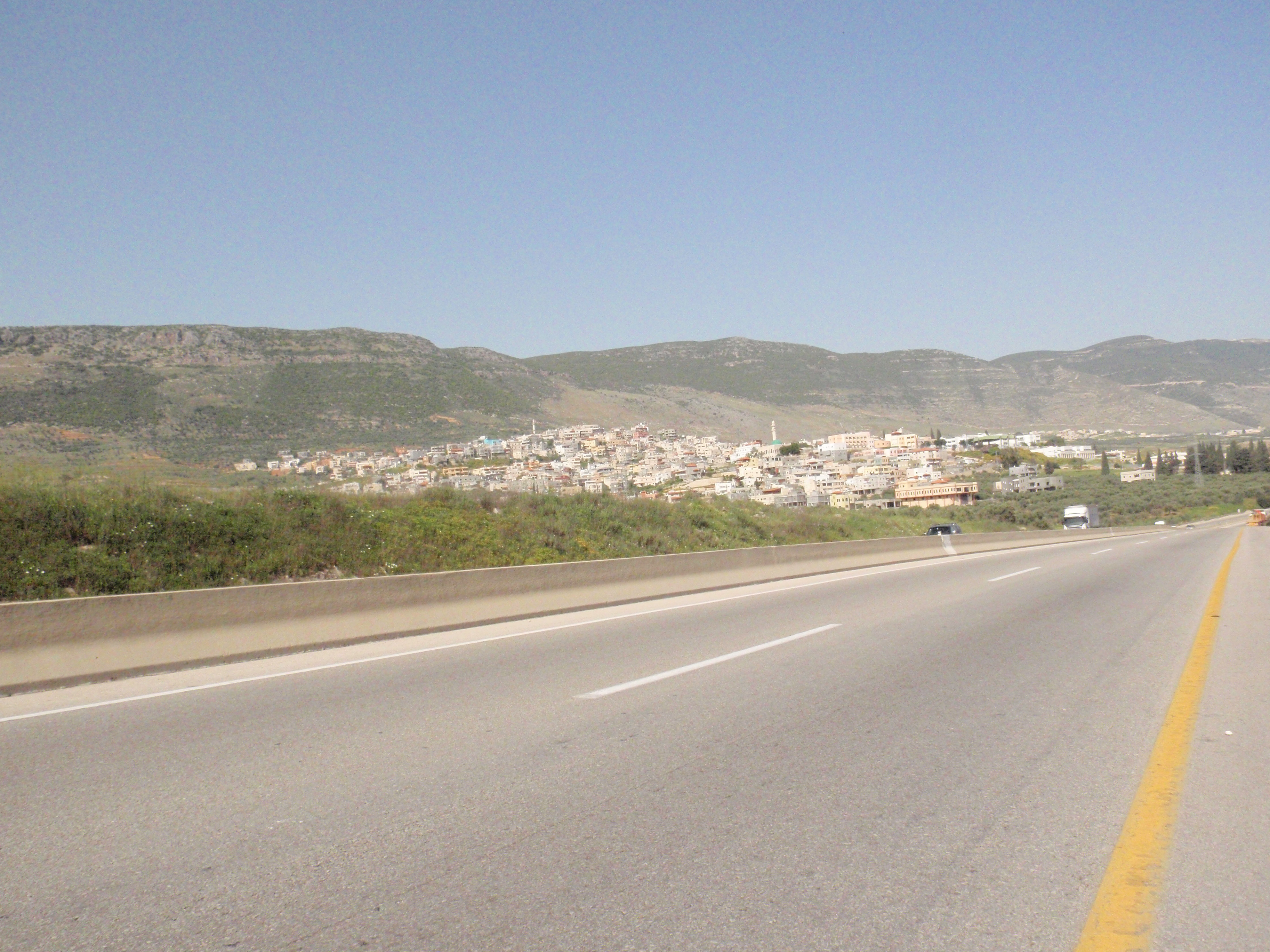
منظر عام لنحف.

في التعداد السكاني لعام 1922 الذي أجرته سلطات الإنتداب البريطاني في فلسطين، كان عدد سكان نحف حوالي 818 نسمة، منهم يهوديان، وستة مسيحيون وحوالي 810 مُسلم. حيث كان جميع المسيحيين من الطائفة الأرثوذكسية الشرقية. في وقت تعداد 1931 كان عدد السكان قد ارتفع إلى 994 نسمة، وكان جميع السكان من المسلمين، ويعيشون في 194 منزلاً.
في إحصاءات عام 1945، بلغ عدد سكان نحف حوالي 13,20 نسمة، وكان جميع السكان من المسلمين، والذين كانوا يملكون 15,745 دونم من الأراضي وفقًا لمسح رسمي للأراضي والسكان. حوالي 1,088 دونم كانت عبارة عن مزارع وأراضي قابلة للري، وحوالي 4,571 دونم كانت تستخدم للحبوب، في حين تم بناء 44 دونم من الأراضي (الحضرية).

### دولة إسرائيل
سيطرت إسرائيل على قرية نحف في 18 يوليو من عام 1948 أثناء عملية ديكل بقيادة لواء شيفا (السابع). وشملت المدافعين عنها الميليشيات المحلية في القرية وكذلك متطوعين من جيش التحرير العربي. تركت البلدة سليمة ولم يفر معظم السكان من منازلهم، لكن كانت هناك مذبحة ارتكبتها قوات الجيش الإسرائيلي بقيادة موشيه كارمل بعد انتهاء القتال. وظلّ السكان تحت الحكم العرفي حتى عام 1966. حصلت القرية على مكانة مجلس محلي عام 1968. 
يوجد في مدينة نحف وحولها، عدد من البقايا الأثرية التي تعود إلى العصور الوسطى، بما في ذلك الفسيفساء والمقبرة. في مكان قريب، تقع مزارات الشيوخ المسلمين مثل الشيخ محمد ربيعة والشيخ محمود الذين قاتلوا الصليبيين. ويقع كهف قريب من القرية والذي يعود إلى زمن الآشوريين.
تضم نحف عدة حارات وشوارع منها: حقل العامود بيدر النخلة الجنان المراح المجراشيم الجلمة العين. والمجراشيم هي منطقة حديثة البناء وهي كلمة عبرية معناها المساحات المعدة للبناء وهي تمتد على عدة مناطق ذات أسماء عربية مثل القلعة التي سميت كذلك نظراً للكميات الكبيرة من الصحور التي كانت تحتويها. وتضم مدارس قرية نحف بعض الطلاب من الكمانة والحصينية لتعليمهم داخلها. وقد تم بناء مدرسة جديدة اسمها الرسالة وهي مدرسة شاملة اعدادية وثانوية. ولها أيضا مدرسة قديمة«ابن سينا» شاملة أيضا ومستوى التعليم في المدرستين ممتاز.
وهنالك ثلاث مدارس ابتدائية أخرى: المدرسة الابتدائية العين «ا» والتي سيتم تغيير اسمها إلى المدرسة الخضراء والمدرسة«ب» وسميت المدرسة ب مدرسة «سامي عبد السلام» والمدرسة«ج». في عام 2016 كان حوالي 99.9% من السكان من المسلمين في حين كان حوالي 0.1% من أتباع الديانة المسيحية.
في عام 2017 نما عدد السكان بمعدل نمو سنوي بلغ %2.4، وحتى عام 2021 بلغ المعدل %1.7. كانت القرية في المرتبة الثانية من أصل عشرة في المؤشر الاجتماعي-الاقتصادي في عام 2015، وبقيت على هذا المكانة حتى عام 2019. بلغت نسبة المؤهلين للحصول على شهادة الثانوية العامة أو البجروت بين طلاب الصف الثاني عشر بين عام 2016 وعام 2017 حوالي %64.9، أما في العام الدراسي 2021-2020 فقد بلغت هذه النسبة %70.1. كان متوسط الراتب الشهري للسكان في نهاية عام 2016 هو 5,638 شيكل جديد بالمقارنة مع المتوسط الوطني حوالي 8,913 شيكل جديد، وفي عام 2019 بلغ المعدل 6,226 ش.

## معالم بارزة
أكبر معلم يعود إلى القرون الوسطى في القرية هو حوالي 10 أمتار من الجدار، وهي مصنوعة من كتل كبيرة مسودة بنواة الركام، والتي قد تكون من أصل صليبي. ويقع مقام الشيخ ربيع على تل شديد الانحدار فوق القرية، وتحيط به مقبرة. وهو مبنى مستطيل الشكل ذو قبة مع مدخل من الشرق. ويوجد محراب عميق في الداخل، في منتصف الجانب الجنوبي. بجانب الجدار الشمالي يوجد تابوت ممدود للشيخ ربيع.